# Caroline und die Männer über vierzig
Caroline und die Männer über vierzig (Originaltitel: Moi et les hommes de 40 ans) ist eine französisch-deutsch-italienische Literaturverfilmung von Jack Pinoteau aus dem Jahr 1965 mit Dany Saval, Paul Meurisse, Michel Serrault und Paul Hubschmid in den Hauptrollen.

## Handlung
Caroline, eine junge aufgeweckte, aufgeschlossene und lebenslustige Maniküre im Pariser Salon des Champs-Elysées, ist mit einem Jungen ihres Alters verlobt, mit Maxime, doch der entpuppt sich gerade mal wieder als Enttäuschung. Zu ihren Kunden zählen jedoch viele Bewunderer im Alter von 40 Jahren und auch ein bisschen darüber hinaus. Caroline akzeptiert schließlich die Einladung von zwei interessanten Herren, von einem Rechtsanwalt und einem Herren namens Bénéchol. Doch für Caroline wird es bald schwierig, da die Männer mit den grauen Schläfen auch meist verheiratet sind und so zieht sie lieber die Gesellschaft von Dr. Oesterlin, einem weitaus charmanteren Mann vor. Aber auch dieser ist ihr am Ende zu unbeständig und so kehrt Caroline nach diversen Affären und Liebeleien schließlich doch zu ihrem Verlobten zurück.

## Kritiken
„Eine junge Pariser Maniküre sucht aus Verärgerung über ihren Freund Anschluß bei Männern über Vierzig. Nach mancherlei Erfahrungen kehrt sie enttäuscht zu ihrem Freund zurück. Überdrehtes Lustspiel von nur mäßigem Witz.“

„Mit leichter, künstlerisch nicht immer sicheren Hand vorgetragene Belehrung, daß für ein junges Mädchen die Liebe zu einem Mann ihrer Generation richtiger ist als der Traum vom Leben mit einem wohlsituierten Herrn reiferen Alters. Trotz der das Formale betreffenden Einwände ein ab 16 Jahren durchaus bekömmlicher Film.“

## Produktionsnotizen
Das Szenenbild schuf Raymond Gabutti. Drehorte des Films lagen in Deauville, Département Calvados in Frankreich.